# キム・ジョンファ
キム・ジョンファ（朝: 김정화、1983年9月9日 - ）は、韓国の女優。kenneth Company所属。

## 来歴
- 2000年CMモデルとしてデビュー。
- 2003年にMBCドラマ「1%の奇跡」でドラマ初主演。財閥御曹司を演じるカン・ドンウォンと平凡だけれど心優しい中学校の女教師との恋愛結婚を描くストーリー。全26話。
- 2003年に「僕の彼女を知らないとスパイ」で映画初主演。ラブ・コメディで北朝鮮の女スパイ役を演じる。
- 2004年にKBSドラマ「白雪姫」に主演。イ・ワンと共演。元砲丸投げ選手で黒ブチ丸メガネのモテない女から超美人に変身していくラブ・コメディ。全16話。
- 2007年にSBSドラマ「銭の戦争」に出演。
- 2007年9月16日 第8回ソウル国際映画祭のクロージングセレモニーで司会を務める。

## 出演

### テレビドラマ
- ノンストップ シリーズ（MBC）
  - ニュー・ノンストップ（朝鮮語版） 第258話 - （2001年7月4日 - ） - キム・ジョンファ 役
  - ノンストップ3（朝鮮語版）（2002年 - 2003年） - キム・ジョンファ 役
  - ノンストップ4（朝鮮語版） 第78話（2004年1月14日） - ファーストフード店でのアルバイト 役 ※特別出演
- ガラスの靴（2002年、SBS） - パク・ヨヌン 役
- 太陽に向かって（2003年、SBS） - カン・スジン 役
- 1%の奇跡（2003年、MBC） - キム・ダヒョン 役
- 白雪姫（2004年、KBS2） - マ・ヨンヒ 役
- 韓流 愛の劇場 - マッサージ（2004年、KBS2） - ウン・ヒソン 役
- 三つ葉のクローバー（2005年、SBS） - パク・ヨニ 役
- 銭の戦争（2007年、SBS） - イ・チャヨン 役
- ワインを開ける悪魔さん（2007年、MBC） - ミン・スヨン 役
- ビフォー&アフター整形外科（2008年、MBC） - 芸能レポーター 役(第1話に友情出演)
- 後悔しながら～イナが胸を焦がした4つの恋～（2008年、KBS2） - イナ 役
- ラブ・トレジャー～夜になれば分かること～（2008年、MBC） - ワン・ジュヒョン 役
- 風の国（2008年-2009年、KBS2） - イジ 役
- よくできました！（2009年、MBC） - ナ・ミラ 役
- 美しき人生（2010年、SBS） - ウ・グムジ 役
- 広開土太王（2011年-2012年、KBS） - ソルチ 役
- 愚かなソンピョン（2012年、MBC） - ジュヒ[2] 役
- 優雅な女（2013年、tvN） - アラの後輩女優[3] 役(第3話にカメオ出演)
- 恋愛操作団:シラノ（2013年、tvN） - ユン・イソル 役
- D-DAY（2015年、JTBC） - ウン・ソユル 役
- 2度目のファースト・ラブ（2017年、MBC） - サ・ホソン（イ・スヒョン）役
- ウンジュの部屋（2018年-2019年、O'live） - シム・ウンジョン 役
- 自白（2019年、tvN） - ジェニー・ソン（ソン・ジェイン）役
- ストーブリーグ（2019年-2020年、SBS） - ユ・ジョンイン 役
- ユ・ビョルナ！ムンシェフ～恋のレシピ～（2020年、Channel A） - ユ・ヒョミョン 役 ※特別出演
- オー！マイベイビー（2020年、tvN） - チョン・イナ[4] 役 ※特別出演
- 外出～Mothers～（2020年、tvN） - オ・ミンジュ 役
- Mine（2021年、tvN） - チェ・スジ 役 ※特別出演
- グッジョブ（2022年、ENA） - ウン・ソヌの母 役 [5] ※特別出演

### 映画
- デウス・マキナ（Deus Machina）（2003年） - チオ 役 ※撮影中断[6]
- 僕の彼女を知らないとスパイ（2003年） - リム・ゲスン 役
- 後悔なんてしない（2006年） - ヒョヌ 役 ※友情出演
- 青い自転車（2007年） - ハギョン 役
- 短編映画『ドゥーリーと私』（2008年）
- 東京タクシー（2010年） - 客室乗務員 役 ※友情出演
- できる者が求めよ（2010年）
- 3D映画『銀幕の恋人』（2013年） - ジニョン[7] 役
- キム・ソンダル　大河を売った詐欺師たち（2016年） - 平壌の行首妓生[8] 役 ※特別出演
- 朝鮮名探偵3～鬼（トッケビ）の秘密（2018年） - チェ・ジェヒ 役
- 飛べない鳥と優しいキツネ（2018年） - ミレの母 役 ※特別出演
- アンサンブル（2020年） - ヘヨン[9] 役

### ネット配信
- 映画『ミッドナイトスリラー#2.フォロワー』（2021年12月9日配信開始、Olleh TV ＆seezn） - ラ・スージン 役 [10]

### 舞台
- 演劇『ワーニャ伯父さん』（2006年）
- ミュージカル『どん底で』（2006年） - ナスチャ[11] 役
- ミュージカル『オーディション』（2007年）
- 演劇『Fool For Love』（2010年） - メイ[12] 役
- ミュージカル『あの日々』（2013年） - 彼女[13] 役

### ミュージック・ビデオ
| 年     | アーティスト             | 曲名                       | 原題            | 備考                      |
| ------ | ------------------------ | -------------------------- | --------------- | ------------------------- |
| 2000年 | イ・スンファン（이승환） | 君が君を                   | 그대가 그대를   |                           |
| 2000年 | MOVE                     | Babybaby                   |                 |                           |
| 2000年 | アイルランド（아일랜드） | Yesterday                  |                 |                           |
| 2001年 | イ・スンファン（이승환） | Christmas Wishes           |                 |                           |
| 2002年 | 4U（포유）               | In my Heart                |                 | チャ・スンウォンと共演    |
| 2002年 | NOEL（노을）             | つかまえても               | 붙잡고도        | キム・レウォンと共演      |
| 2002年 | NOEL（노을）             | 何が何でも                 | 아무리          | キム・レウォンと共演      |
| 2002年 | NOEL（노을）             | 因縁                       | 인연            | キム・レウォンと共演      |
| 2002年 | NOEL（노을）             | I Know                     |                 | キム・レウォンと共演      |
| 2003年 | イ・スンファン（이승환） | 転生恋                     | 환생연          |                           |
| 2004年 | イ・ソラ（이소라）       | もうそれくらいにして       | 이제 그만       | 友情出演                  |
| 2009年 | ビョル（별）             | ドラマを見れば             | 드라마를 보면   | ホ・ジュノと共演 友情出演 |
| 2010年 | 1sagain（원써겐）        | My Love (feat. ジュ・ボラ) |                 | キム・ヒョンミンと共演    |
| 2012年 | キム·ジョンファ          | アンニョン、アグネス！     | 안녕, 아그네스! |                           |

### 楽曲
| 年     | 曲名                           | 原題                              | 備考                              |
| ------ | ------------------------------ | --------------------------------- | --------------------------------- |
| 2008年 | 別れた恋人たちのための行動指針 | 朝: 헤어진 연인들을 위한 행동지침 | ミュージカル『オーディション』OST |
| 2012年 | アンニョン、アグネス！         | 朝: 안녕, 아그네스!               |                                   |

## 書籍
| 年   | タイトル               | 原題            | 出版      | ISBN          |
| ---- | ---------------------- | --------------- | --------- | ------------- |
| 2012 | アンニョン、アグネス！ | 안녕, 아그네스! | Paperbook | 9788997148233 |

## 受賞
- SBS演技大賞 - ニュースター賞（2002年、『ガラスの靴』）
- SBS演技大賞 - 助演女優賞（2003年、『太陽に向かって』）